# پدر عروس (رمان)
«پدر عروس» (انگلیسی: Father of the Bride) یک کتاب نوشته ادوارد استریتر است که در سال ۱۹۴۹ منتشر شده است.